# Klaus Dieter Wolf
Klaus Dieter Wolf (* 18. Januar 1953 in Offenbach am Main) ist ein deutscher Politikwissenschaftler.

## Leben
Nach Abschluss seines Studiums an den Universitäten Frankfurt am Main, Nottingham und Tübingen absolvierte er im Jahr 1978 die wissenschaftliche Prüfung für das Lehramt an Gymnasien in den Fächern Politikwissenschaft und Anglistik an der Universität Tübingen. Von 1978 bis 1980 arbeitete er für das „Institute for Training and Research“ der Vereinten Nationen in New York und Genf und nahm unter anderem an der Dritten Seerechtskonferenz der Vereinten Nationen teil. 1981 promovierte er im Fach Politikwissenschaft an der Fakultät für Sozial- und Verhaltenswissenschaften der Universität Tübingen und arbeitete in den darauffolgenden acht Jahren als wissenschaftlicher Mitarbeiter, seit 1984 als Hochschulassistent am dortigen Institut für Politikwissenschaft.
1989 wechselte er als wissenschaftlicher Assistent an das Institut für Politikwissenschaft der Universität Stuttgart. Unmittelbar nach seiner Habilitation (Tübingen 1991) übernahm er eine Vertretungsprofessur an der Universität Konstanz, bevor er im Folgejahr den Ruf auf den Lehrstuhl für Internationale Beziehungen am Institut für Politikwissenschaft der TU Darmstadt annahm. Hier wirkte er bis zu seiner Emeritierung als Hochschullehrer. Seit 2005 war er außerdem als Forschungsgruppenleiter, stellvertretender Direktor und später als Direktor des Leibniz-Instituts Hessische Stiftung Friedens- und Konfliktforschung (HSFK) tätig (Programmbereich Private Akteure im transnationalen Raum). Klaus Dieter Wolf war von 2003 bis 2006 Vorsitzender der Deutschen Vereinigung für Politische Wissenschaft (DVPW) und ist Gründungsherausgeber der Zeitschrift für internationale Beziehungen (ZIB). Seit 2007 war er als Principal Investigator und Mitglied des Direktoriums am Exzellenzcluster Normative Orders beteiligt. Von 2013 bis 2016 leitete er den Leibniz-Forschungsverbund „Krisen einer globalisierten Welt“.

## Forschungsschwerpunkte
- Regieren jenseits des Staates
- Private Akteure im transnationalen Raum
- Unternehmen als Akteure in der Weltpolitik / Global Governance
- Internationale Organisationen
- Außenpolitikanalyse
- Theorien der Internationalen Beziehungen

## Ausgewählte Publikationen
- als Herausgeber mit Svenja Gertheiss, Stefanie Herr, Carmen Wunderlich: Resistance and Change in World Politics. International Dissidence. Springer International Publishing – Palgrave Macmillan, Cham 2017, ISBN 978-3-319-50444-5.
- als Herausgeber mit Anja P. Jakobi: The Transnational Governance of Violence and Crime. Non-State Actors in Security. Palgrave MacMillan, Basingstoke 2013, ISBN 978-1-137-33441-1.
- als Herausgeber mit Nicole Deitelhoff: Corporate Security Responsibility? Corporate Governance Contributions to Peace and Security in Zones of Conflict. Palgrave MacMillan, Basingstoke 2010, ISBN 978-0-230-24184-8.
- als Herausgeber mit Anja P. Jakobi, Kerstin Martens: Education in Political Science. Discovering a neglected field (= Routledge/ECPR Studies in European Political Science. 63). Routledge, London u. a. 2010, ISBN 978-0-415-49477-9.
- mit Annegret Flohr, Lothar Rieth, Sandra Schwindenhammer: The Role of Business in Global Governance. Corporations as Norm-Entrepreneurs. Palgrave MacMillan, Basingstoke u. a. 2010, ISBN 978-0-230-24397-2.
- als Herausgeber mit Andreas Hasenclever, Michael Zürn: Macht und Ohnmacht internationaler Institutionen. Festschrift für Volker Rittberger (= Studien der Hessischen Stiftung Friedens- und Konfliktforschung. 53). Campus, Frankfurt am Main u. a. 2007, ISBN 978-3-593-38365-1.
- Die UNO. Geschichte, Aufgaben, Perspektiven. (= Beck’sche Reihe. 2378, C.-H.-Beck-Wissen.). Beck, München 2005, ISBN 3-406-50878-2.
- mit Lars Brozus, Ingo Take: Vergesellschaftung des Regierens? Der Wandel nationaler und internationaler politischer Steuerung unter dem Leitbild der nachhaltigen Entwicklung. Leske + Budrich, Opladen 2003, ISBN 3-8100-3825-3.
- als Herausgeber mit Gunther Hellmann, Michael Zürn: Die neuen Internationalen Beziehungen. Forschungsstand und Perspektiven in Deutschland (= Weltpolitik im 21. Jahrhundert. 10). Nomos, Baden-Baden 2003, ISBN 3-7890-0320-8.
- als Herausgeber mit Mathias Albert, Lothar Brock: Civilizing World Politics. Society and Community beyond the State. Rowman & Littlefield, Lanham u. a. 2000, ISBN 0-8476-9802-5.
- Die Neue Staatsräson – Zwischenstaatliche Kooperation als Demokratieproblem in der Weltgesellschaft. Plädoyer für eine geordnete Entstaatlichung des Regierens jenseits des Staates (= Weltpolitik im 21. Jahrhundert. 3). Nomos, Baden-Baden 2000, ISBN 3-7890-6516-1.